# Eschweiler (Adelsgeschlecht)

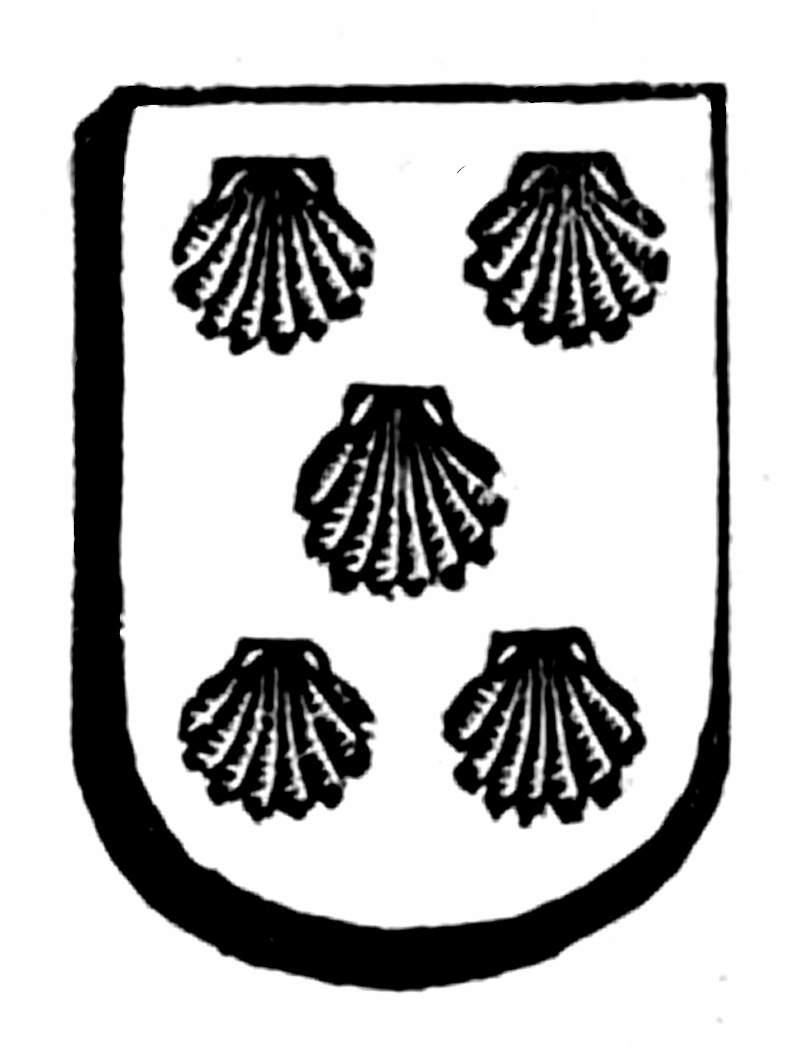
Wappen derer von Eschweiler

Eschweiler ist der Name eines alten, rheinländischen Adelsgeschlechts, das seinen Ursprung in der gleichnamigen Stadt Eschweiler im Herzogtum Jülich, der heutigen Städteregion Aachen, hat.

## Geschichte
Bereits in Urkunden des Mittelalters finden sich verweise auf Geschlecht von Eschweiler. So zählt Kremer die Herren von Eschweiler als herrschaftliche Familie auf, die vom Kölner Domkapitel als Lehn das Amt des Schultheiß erhalten hatte. Als erster vermerkter Schultheiß zu Eschweiler tritt im Jahr 1145 Wilhelm von Eschweiler auf, der das Amt an seinen Sohn Wilhelm von Eschweiler den Jüngeren vererbte, der sich im Jahr 1244 urkundlich erwähnt zum Stift in seinem Lehnsverhältnis bekennt. Im Jahr 1339 ging das Schultheißamt durch die Heirat von Margaretha von Eschweiler mit Paul von Hückelhoven an die Familie von Hückelhoven über. Die Familie von Hückelhoven behielt dieses Amt bis mindestens 1403 inne, in dem Heinrich von Hückelhoven Schultheis zu Eschweiler im Archiv Hürth verzeichnet ist. Die Familie von Eschweiler führte in den Jahren nach der Eheschließung von Margaretha von Eschweiler das Amt des Marschalls von Jülich fort, das unter anderem urkundlich für Johanna von Eschweiler Marschällin von Jülich im Jahr 1434 bezeugt ist.
Im Krieg zwischen dem Herzog von Berg und den Grafen von Cleve nahm Stolanus von Eschweiler auf Seiten Wilhelms II. von Berg an der Schlacht von Kleverhamm teil und geriet in clevische Gefangenschaft.

## Wappen
Das Wappen derer von Eschweiler zieren fünf im Andreaskreuz angeordnete Jakobsmuscheln. Die Helmzier und die Tingierung sind nicht bekannt. Eine weitere Linie der Familie Eschweiler führte später ein Wappen, dessen Schild durch einen horizontalen, schwarten Balken in silbernem Feld getrennt war. Im rechten Oberwinkel war ein Mohrenkopf abgebildet. Die Helmzir bildete ebenfalls ein Mohrenrumpf mit niederhängenden silbernen Helmdecken und Wimpeln an den Schläfen.